# Гиофорба Вершаффельта
Гиофорба Вершаффельта (лат. Hyophorbe verschaffeltii) — вид пальм рода гиофорба. Названа в честь Амброиса Вершаффельта, известного садовода и автора книг о камелиях.
В диком виде гиофорба Вершаффельта произрастает исключительно на острове Родригес. В лесах осталось лишь около 50 экземпляров. Охранный статус — CR, критическое положение в дикой природе.
Вид представляет собой невысокую пальму, с 8-10 листьями, растущими из верхней части ствола, имеющего форму бутылки. Гиофорба Вершаффельта — очень теплолюбивое растение. Уже понижение температуры до 0°С может вызвать гибель или серьёзное повреждение даже взрослых деревьев.
В местах с тропическим климатом из-за своего оригинального вида гиофорба широко выращивается как декоративное растение.